# Kevin O'Toole
Kevin O'Toole (Montclair, 14 dicembre 1998) è un calciatore statunitense, difensore del New York City.

## Caratteristiche tecniche
Gioca come terzino sinistro.

## Carriera
O'Toole è cresciuto nell'Academy del N.Y. Red Bulls. Dal 2016 al 2019 ha giocato con la squadra riserve del club della Red Bull in United Soccer League e USL League Two.
Il 7 marzo 2022 è stato selezionato dal New York City al SuperDraft. Ha debuttato in prima squadra il 12 maggio 2022 nell'incontro di Lamar Hunt U.S. Open Cup vinto 3-1 contro il Rochester N.Y.. Il 17 settembre ha esordito anche in MLS nell'incontro vinto 2-0 contro i New York Red Bulls.

## Statistiche

### Presenze e reti nei club
Statistiche aggiornate al 24 dicembre 2023.
| Stagione        | Squadra            | Campionato      | Campionato | Campionato | Coppe nazionali | Coppe nazionali | Coppe nazionali | Coppe continentali | Coppe continentali | Coppe continentali | Altre coppe | Altre coppe | Altre coppe | Totale | Totale | Totale |
| Stagione        | Squadra            | Comp            | Pres       | Reti       | Comp            | Pres            | Reti            | Comp               | Pres               | Reti               | Comp        | Pres        | Reti        | Pres   | Reti   |        |
| --------------- | ------------------ | --------------- | ---------- | ---------- | --------------- | --------------- | --------------- | ------------------ | ------------------ | ------------------ | ----------- | ----------- | ----------- | ------ | ------ | ------ |
| 2016            | N.Y. Red Bulls II  | USL             | 15         | 1          |                 | -               | -               |                    | -                  | -                  |             | -           | -           | 15     | 1      |        |
| 2017            | N.Y. Red Bulls II  | USL             | 10         | 0          |                 | -               | -               |                    | -                  | -                  |             | -           | -           | 10     | 0      |        |
| 2018            | N.Y. Red Bulls U23 | PDL             | 14         | 0          |                 | -               | -               |                    | -                  | -                  |             | -           | -           | 14     | 0      |        |
| 2019            | N.Y. Red Bulls U23 | USL2            | 6          | 0          |                 | -               | -               |                    | -                  | -                  |             | -           | -           | 6      | 0      |        |
| 2021            | N.Y. Red Bulls U23 | USL2            | 3          | 0          |                 | -               | -               |                    | -                  | -                  |             | -           | -           | 3      | 0      |        |
| 2022            | New York City II   | MNP             | 10         | 0          |                 | -               | -               |                    | -                  | -                  |             | -           | -           | 10     | 0      |        |
| 2023            | New York City II   | MNP             | 1          | 0          |                 | -               | -               |                    | -                  | -                  |             | -           | -           | 1      | 0      |        |
| 2022            | New York City      | MLS             | 6          | 0          | USCup           | 1               | 0               |                    | -                  | -                  | CC          | 1           | 0           | 8      | 0      |        |
| 2023            | New York City      | MLS             | 21         | 0          | USCup           | 1               | 0               |                    | -                  | -                  | LC          | 1           | 0           | 23     | 0      |        |
| Totale carriera | Totale carriera    | Totale carriera | 86         | 1          |                 | 2               | 0               |                    | -                  | -                  |             | 2           | 0           | 90     | 1      |        |

## Palmarès

### Club
- Campeones Cup: 1

New York City: 2022